# Сумасшедшее сердце (фильм, 1997)
«Сумасшедшее сердце» (хинди दिल तो पागल है, Dil To Pagal Hai) — индийский молодёжный фильм, снятый режиссёром Яшем Чопрой и вышедший в прокат 31 октября 1997 года. В главных ролях Шахрух Хан, Мадхури Дикшит и Каришма Капур. Сюжет повествует о жизни трех танцоров из музыкальной труппы. Третий совместный фильм Шахруха Хана и Яша Чопры после картин «Жизнь под страхом» и «Непохищенная невеста». «Сумасшедшее сердце» стал самым кассовым фильмом года. Слоган фильма: «…и мечта воплотится в жизнь!» А ещё: «Где-то кто-то создан для тебя».

## Сюжет
История разворачивается вокруг трех героев: Рахула, Ниши и Пуджи. У каждого из них своё представление о любви. Рахул не верит в любовь и не может понять, как люди могут прожить вместе всю жизнь. Ниша считает, что любовь — это дружба, Пуджа верит, что для каждого Бог создал пару и нужно только встретить этого человека.
Рахул и Ниша — лучшие друзья, вместе они выступают в танцевальной группе. Ниша тайно влюблена в своего друга. Однажды Рахул объявляет всей группе, что намерен поставить спектакль под названием «Майя», о мечтательной девушке, ждущей своего принца. Пуджа — осиротевшая девушка, которую вырастили друзья её родителей. Она также увлекается танцами. Почти каждый день Рахул и Пуджа встречаются в каком-то месте, но не знают об этом. В день репетиции Ниша ломает ногу и не может танцевать в течение 3-х месяцев. Для её роли приходится искать замену. Одним вечером Рахул видит в танцевальном зале Пуджу. Очарованный её движениями, он приглашает девушку на главную роль в свой спектакль. Пуджа быстро находит общий язык с остальными членами группы. Близится день выступления. Однажды вечером после свадьбы друзей Рахул и Пуджа остаются наедине и понимают, что любят друг друга. Но Пуджа уже помолвлена с другом детства Аджаем…
Аджай знакомится с Рахулом на репетиции и приглашает его на свадьбу. После свадьбы Пуджа хочет прекратить видеться с Рахулом. Ниша пытается отговорить Пуджу от брака с Аджаем, но безуспешно. Когда Пуджа выходит на сцену, Рахул начинает говорить то, чего не было в сценарии, и он спрашивает Пуджу о любви к нему. Она в отвечает, что никогда не любила его. Он протягивает ей руку и говорит: Рахул может вспомнишь это имя. Она пожимает его руку, и он уходит. В этот момент раздаётся запись голоса Пуджи, которую она оставила в магнитофоне для Аджая, забыв вытащить кассету. Пуджа видит, что это сделал Аджай. Он показывает ей, что с Рахулом они отличная пара, и чтобы она бежала к нему и обняла. Пуджа подходит к Рахулу и говорит, что любит его. Зрители ликуют, Ниша благодарит бога.

## В ролях
| Актёр          | Роль              |
| -------------- | ----------------- |
| Шахрух Хан     | Рахул             |
| Мадхури Дикшит | Пуджа             |
| Каришма Капур  | Ниша              |
| Акшай Кумар    | Аджай             |
| Аруна Ирани    | учительница Пуджи |
| Фарида Джалал  | мать Аджая        |
| Девен Верма    | отец Аджая        |

## Съёмочная группа
- Режиссёр: Яш Чопра
- Продюсеры: Яш Чопра, Адитья Чопра, Памела Чопра, Удай Чопра, Махен Вакил
- Сценаристы: Тануджа Чандра, Адитья Чопра, Памела Чопра, Яш Чопра
- Оператор: Манмохан Сингх
- Художники: Шармишта Рой (художник-постановщик), Саман Кхан (по костюмам), Роки С (по костюмам), Аня Сан (по костюмам), Кашмира Шах (по костюмам)
- Монтажёр: В. В. Карник
- Композитор: Уттам Сингх
- Стихи песен: Ананд Бакши
- Песни за кадром исполняют: Лата Мангешкар, Удит Нараян, Кумар Сану, Адитья Нараян, Харихаран
- Хореограф: Шиамак Давар

## Саундтрек
| №   | Название              | Исполнители                                | Длительность |
| --- | --------------------- | ------------------------------------------ | ------------ |
| 1.  | «Dil To Pagal Hai»    | Лата Мангешкар, Удит Нараян                | 5:38         |
| 2.  | «Are Re Are»          | Лата Мангешкар, Удит Нараян                | 5:37         |
| 3.  | «Bholi Si Surat»      | Лата Мангешкар, Удит Нараян                | 4:16         |
| 4.  | «Dholna»              | Лата Мангешкар, Удит Нараян                | 5:20         |
| 5.  | «Are Re Are (Part-2)» | Лата Мангешкар, Удит Нараян                | 2:06         |
| 6.  | «Pyaar Kar»           | Лата Мангешкар, Удит Нараян                | 6:46         |
| 7.  | «Koi Ladki Hai»       | Лата Мангешкар, Удит Нараян, Адитья Нараян | 5:32         |
| 8.  | «Ek Duje Ke Vaaste»   | Лата Мангешкар, Харихаран                  | 3:27         |
| 9.  | «Le Gayi»             | Аша Бхосле, Удит Нараян                    | 5:43         |
| 10. | «The Dance of Envy»   | без вокала                                 | 3:15         |

В фильме присутствовала ещё одна песня «Chanda Ki Chandni», спетая Латой Мангешкар и Кумаром Сану, однако она не была включена в изданный альбом-саундтрек.

## Награды
Национальная кинопремия
- Лучший развлекательный фильм
- Лучшая хореография — Шиамак Давар[англ.]
- Лучшая женская роль второго плана — Каришма Капур

43-я церемония Filmfare Awards (1998)
- Лучший фильм
- Лучший актёр — Шахрух Хан
- Лучшая актриса — Мадхури Дикшит
- Лучшая актриса второго плана — Каришма Капур
- Лучший актёр второго плана (номинация) — Акшай Кумар
- Лучшая работа художника-постановщика — Шармишта Рой
- Лучший диалог — Адитья Чопра
- Лучшая музыка к песне для фильма — Уттам Сингх

Zee Cine Awards
- Лучший фильм — Яш Чопра
- Лучший актёр — Шахрух Хан
- Лучшая актриса — Мадхури Дикшит
- Лучшая актриса второстепенной роли — Каришма Капур
- Лучший сценарист — Адитья Чопра
- Лучший работа художника-постановщика — Шармишта Рой
- Лучшая музыка к песне для фильма — Уттам Сингх
- Лучшая закадровая певица — Лата Мангешкар
- Лучший оператор — Манмохан Сингх
- Лучший хореограф — Шиамак Давар